# Саут Расел (Охајо)
Саут Расел (енгл. South Russell) град је у америчкој савезној држави Охајо.

## Демографија
По попису из 2010. године број становника је 3.810, што је 212 (-5,3%) становника мање него 2000. године.
| Група             | 2000.         | 2010.         |
| Белци             | 3.931 (97,7%) | 3.684 (96,7%) |
| Афроамериканци    | 14 (0,3%)     | 14 (0,4%)     |
| Азијати           | 32 (0,8%)     | 45 (1,2%)     |
| Хиспаноамериканци | 29 (0,7%)     | 31 (0,8%)     |
| Укупно            | 4.022         | 3.810         |